# 睿宗 (朝鮮王)
睿宗（イェジョン、えいそう、1450年2月12日 - 1469年12月31日）は、李氏朝鮮の第8代国王（在位：1468年9月7日 - 1469年12月31日）。諱は晄（ファン、황）。字は平甫（ピョンボ、へいほ、평보）、即位後に明照（ミョンジョ、めいしょう、명조）と改称。君号は海陽大君（ヘヤンデグン、かいようだいくん、해양대군）。第7代国王世祖の第2王子。母は貞熹王后尹氏。治世中に李氏朝鮮初の垂簾聴政が行われた。

## 略歴
世子だった兄懿敬世子（桃源君）が病の為早世した為、代わりに1457年に王世子となり、1468年に即位した。貞熹王后の摂政と重臣の補佐で国王の権力は大きく弱体化した。
睿宗の治世の間に、南怡の謀叛事件（1468年）や閔粋史獄(1469年、実録の草本を収めた時に閔粋などが高官の非行を書いた内容が原因で、後になって紛糾や害悪が起こる可能性があり、それが恐ろしくて自分が作成した草本を修正した事件。連関者はある者は処刑されある者は奴婢に落とされた）などがあった。また1469年、商人李吉生が日本の商人だった時難而羅を欺く事が発生して、三浦での対日私務役（織物と食物の売買は除外）を禁止した。
病弱だったため19歳で薨去。在位期間は1年2ヶ月と短かった。陵は京畿道高陽市にある昌陵。

## 家系
- 祖父: 世宗（1397年 - 1450年）
- 祖母: 昭憲王后沈氏（1395年 - 1446年）
- 父: 世祖（1417年 - 1468年）
- 母: 貞熹王后尹氏（1418年 - 1483年）
  - 兄: 懿敬世子/徳宗 李暲（1438年 - 1457年）
  - 姉: 懿淑公主（朝鮮語版）（1441年 - 1477年）

### 宗室
- 正室: 章順王后韓氏（1445年 - 1461年）- 上党府院君韓明澮の娘。死後追贈
  - 仁城大君 李霬（朝鮮語版）（1461年 - 1463年）
- 継室: 安順王后韓氏（1445年? - 1499年）- 清川府院君韓伯倫（朝鮮語版）の娘
  - 顕粛公主（朝鮮語版）（1464年 - 1502年）- 任光載正室
  - 斉安大君 李琄（朝鮮語版）（1466年 - 1525年）
  - 恵順公主（朝鮮語版）（1468年 - 1469年）
  - 他、王子1人があったが夭折
- 後宮: 恭嬪崔氏（朝鮮語版）（生没年不詳）- 崔道一の娘
  - 子女なし
- 後宮: 李氏（生没年不詳） - 司憲監察 李義生の庶出の娘[1]

## 睿宗が登場する作品
映画
- 王様の事件手帖（朝鮮語版）（2017年、配役: イ・ソンギュン）[2]

テレビドラマ
- 王と妃（KBS、1998-2000年、配役: イ・ヨンホ）
- 王と私（SBS、2007年、配役: ユ・ドンヒョク（朝鮮語版））
- インス大妃（JTBC、2011-2012年、配役: ノ・ヨンハク（朝鮮語版））